# Warner Bros. Home Entertainment

Logo używane od 2023 roku w celach korporacyjnych jako Warner Bros. Discovery Home Entertainment

Warner Bros. Home Entertainment, Inc. (wcześniej Warner Home Video i WCI Home Video) – oddział Warner Bros. Discovery Global Brands and Experiences, zajmujący się dystrybucją filmów do użytku domowego.
Przedsiębiorstwo zostało założone w 1978 roku jako WCI Home Video. Pod koniec 1979 roku zaczęło dystrybuować filmy na kasety Betamax i VHS. W latach 1979–1980 rozszerzyło swoją bibliotekę o dodatkowe wydania filmowe.
Jest posiadaczem jednostki zależnej Studio Distribution Services, LLC, amerykańsko-kanadyjskiej spółki joint venture należącej do Universal Pictures Home Entertainment i Warner Bros. Home Entertainment.